# Børsmægler
En børsmægler er en person (eller virksomhed) som køber og sælger aktier på en børs på vegne af en anden person (eller virksomhed).

## Børsmæglere i Danmark
- Danske Bank
- Jyske Bank
- Lån & Spar Bank
- Nordea
- Nordnet
- Nykredit
- Saxo Bank
- Saxo Privatbank
- Sydbank
- Svenska Handelsbanken

### Internetmæglere
En internetmægler er en virksomhed på nettet, der køber eller sælger aktier på børsen på vegne af kunden. Kunden kan være en privatperson eller en virksomhed. Kunden vælger som regel selv, hvilke aktier han vil købe, og kan gøre det via internetmæglerens hjemmeside.
I Danmark er de to rene internetmæglere: Nordnet og Saxo Bank.